# Fondmetal GR01
Fondmetal GR01 – samochód Formuły 1, zaprojektowany przez Robina Herda, Tima Hollowaya i Tino Bellego dla zespołu Fondmetal i stosowany w pierwszej części sezonu 1992.
Samochód opierał się na poprzedniej konstrukcji, Fondmetal (Fomet) F1. Tak jak poprzednik był wyposażony w silnik Forda, z tym że nie była to jednostka DFR, a HB, mająca 100 KM więcej mocy od silnika Ford DFR. Budżet zespołu pozwolił na wystawienie, w przeciwieństwie do sezonu 1991, dwóch samochodów, których kierowcami byli Włoch Gabriele Tarquini (jeżdżący w Fondmetalu w poprzednim sezonie) i Szwajcar Andrea Chiesa. Tarquini dostosował się do nowego samochodu, jednakże Chiesa był prawdopodobnie na niego zbyt wysoki.
Samochód osiągał katastrofalne rezultaty: Chiesa miał problemy z kwalifikowaniem się, natomiast Tarquini na ogół kwalifikował się w połowie stawki, ale nigdy nie dojechał GR01 do mety.
Jeden z modeli GR01 nabył Ranieri Randaccio. Przerobił on następnie model, między innymi powiększył airboksa i dodał osłony na koła. Tym samochodem ścigał się w Interserii w latach 1994–1997, osiągając drugie miejsce na torach Most (1994, 1997) i Brands Hatch (1996).

## Wyniki w Formule 1
| Legenda oznaczeń w tabelach wyników Wyświetl szablon na nowej stronie | Legenda oznaczeń w tabelach wyników Wyświetl szablon na nowej stronie                                                                     |
| Oznaczenie                                                            | Wyjaśnienie |
| --------------------------------------------------------------------- | --- |
| Złoty                                                                 | Zwycięzca lub mistrzostwo |
| Srebrny                                                               | 2. miejsce lub wicemistrzostwo |
| Brązowy                                                               | 3. miejsce lub II wicemistrzostwo |
| Zielony                                                               | Ukończył, punktował (w klasyfikacji generalnej, gdy zdobył co najmniej jeden punkt na przestrzeni sezonu, poza trzema powyższymi opcjami) |
| Niebieski                                                             | Ukończył, nie punktował (w klasyfikacji generalnej, gdy nie zdobył co najmniej jednego punktu na przestrzeni sezonu)                      |
| Czerwony                                                              | Nie zakwalifikował się (NZ) |
| Czerwony                                                              | Nie prekwalifikował się (NPK) |
| Różowy                                                                | Nie ukończył (NU) |
| Różowy                                                                | Niesklasyfikowany (NS) (w klasyfikacji generalnej, gdy nie został sklasyfikowany w żadnym wyścigu sezonu)                                 |
| Czarny                                                                | Zdyskwalifikowany (DK) |
| Czarny                                                                | Wykluczony (WYK/EX) |
| Biały                                                                 | Nie wystartował (NW) |
| Biały                                                                 | Kontuzjowany (K/INJ) |
| Biały                                                                 | Wyścig odwołany (OD/C) |
| Bez koloru                                                            | Został wycofany (WYC/WD) |
| Bez koloru                                                            | Nie przybył (NP/DNA) |
| Bez koloru                                                            | Nie brał udziału w treningach (NT/DNP) |
| Bez koloru                                                            | Nie został zgłoszony (–) |
| Pogrubienie                                                           | Start z pole position |
| Kursywa                                                               | Najszybsze okrążenie wyścigu |
| †                                                                     | Nie ukończył, ale jego rezultat został zaliczony ze względu na przejechanie więcej niż 90% dystansu wyścigu.                              |
| *                                                                     | Sezon w trakcie |
| 1/2/3                                                                 | Punktowana pozycja w sprincie kwalifikacyjnym                                                                                             |
| Lista systemów punktacji Formuły 1                                    | |

| Sezon | Zespół           | Silnik  | Opony | Kierowcy          | 1   | 2   | 3   | 4   | 5   | 6   | 7   | 8   | 9   | 10  | 11  | 12  | 13  | 14  | 15  | 16  | Pkt. | Msc. |
| ----- | ---------------- | ------- | ----- | ----------------- | --- | --- | --- | --- | --- | --- | --- | --- | --- | --- | --- | --- | --- | --- | --- | --- | ---- | ---- |
| 1992  | Fondmetal F1 SpA | Ford V8 | G     |                   | ZAF | MEX | BRA | ESP | SMR | MCO | CND | FRA | GBR | DEU | HUN | BEL | ITA | PRT | JPN | AUS | 0    | –    |
| 1992  | Fondmetal F1 SpA | Ford V8 | G     | Andrea Chiesa     | NZ  | NU  | NZ  | NU  | NZ  | NZ  | NZ  |     | NZ  |     |     |     |     |     |     |     | 0    | –    |
| 1992  | Fondmetal F1 SpA | Ford V8 | G     | Gabriele Tarquini | NU  | NU  | NU  | NU  | NU  | NU  |     |     |     |     |     |     |     |     |     |     | 0    | –    |